# Hipòlita
Hipòlita, en grec antic Ἱππολύτη, segons la mitologia grega fou reina de les amazones, identificada sovint amb Antíope. La seva mare era Otrera i era filla d'Ares, com les altres amazones. És considerada la mare d'Hipòlit.
Se li atribueix l'expedició contra Teseu. Intervé en el mite dels treballs d'Hèracles, quan l'heroi li va prendre un cinyell preciós per lliurar-lo a Admete, filla d'Euristeu.
Segons la versió més acceptada, al principi Hipòlita es mostrà disposada a ajudar-lo, però les amazones, instigades per Hera, es rebel·laren contra Hèracles i hi hagué una lluita en la qual va morir la reina.

## Galeria

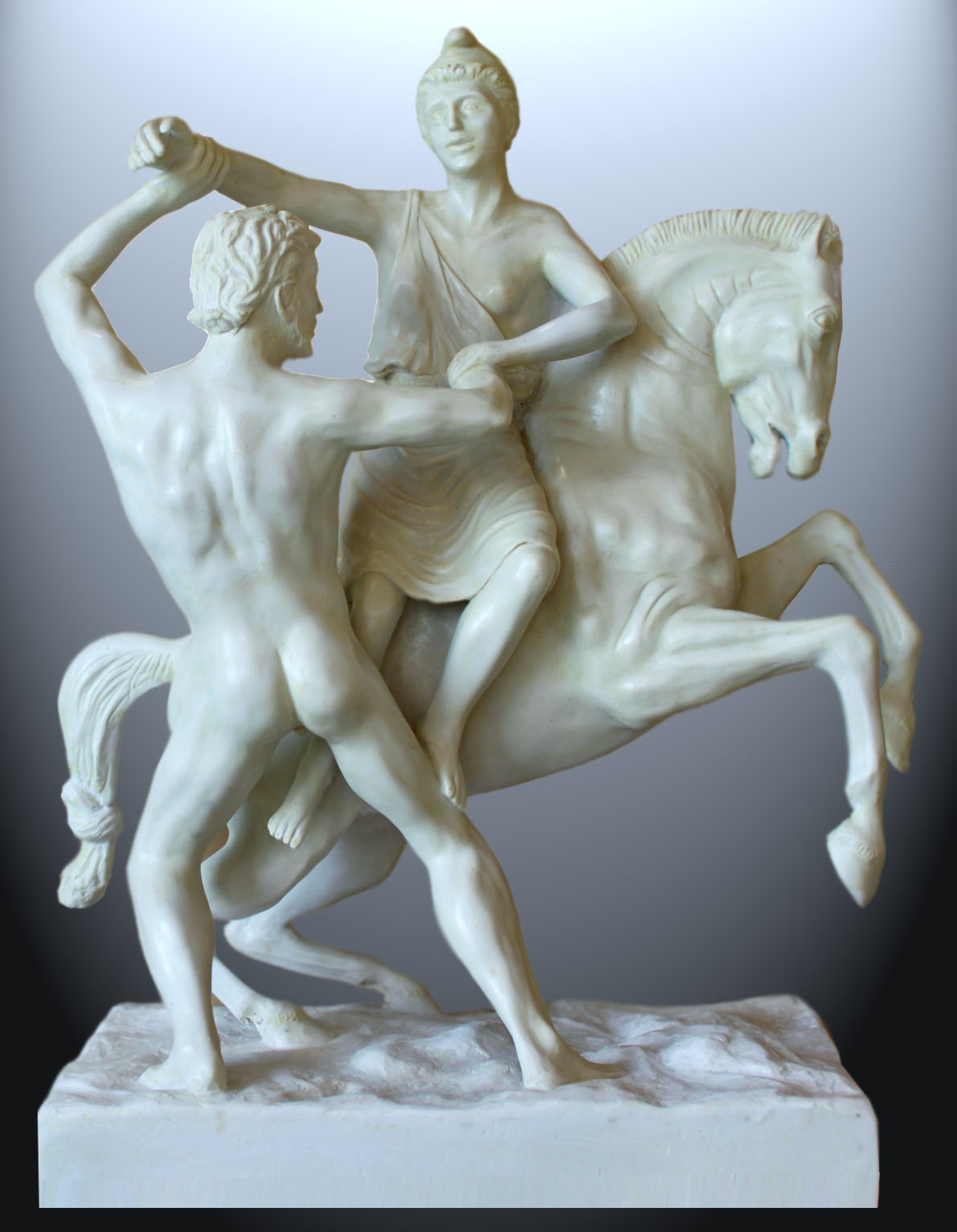
Hèracles rep el cinturó de Hipòlita, reina de les Amazones.
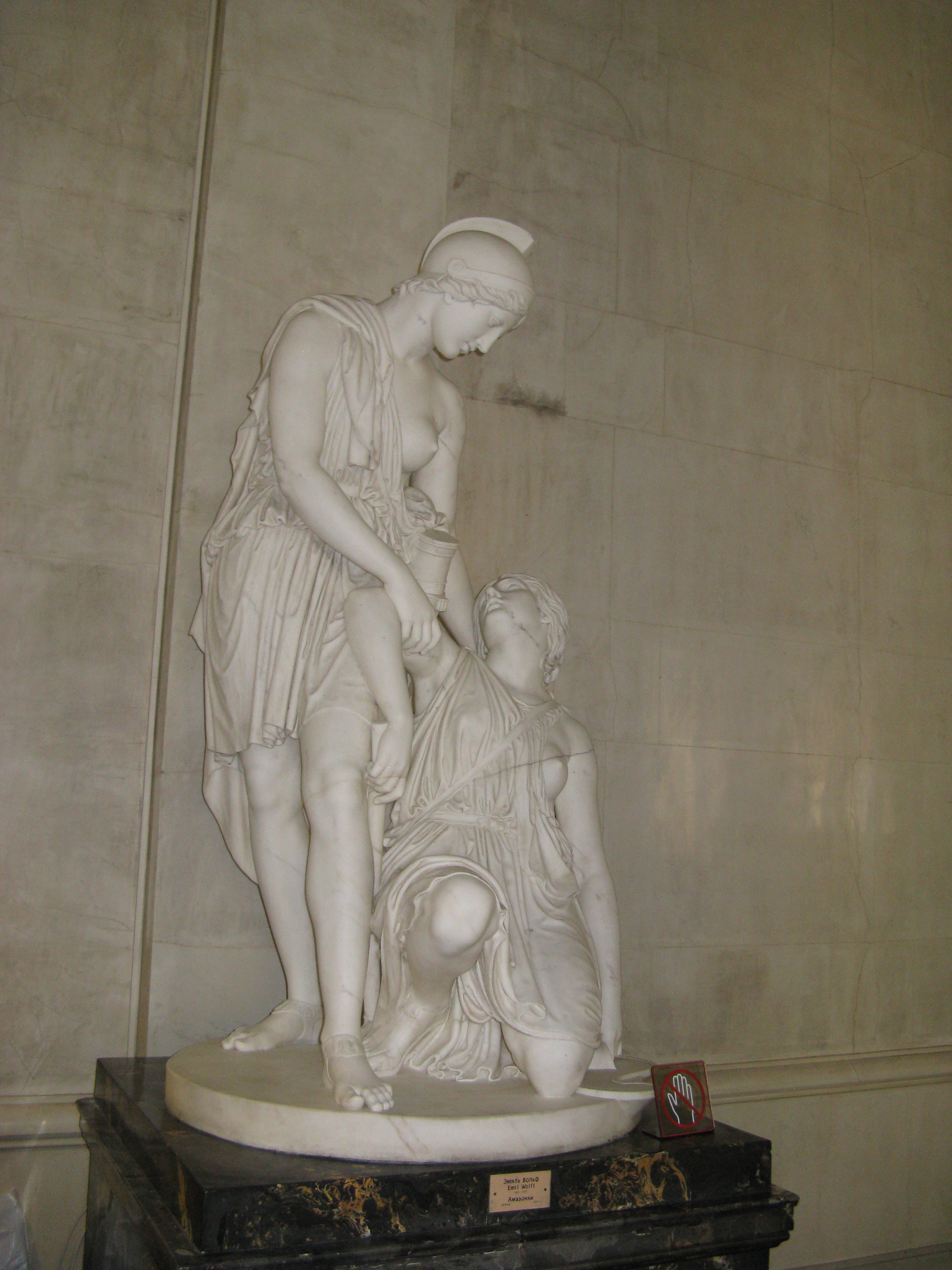
Escultura de Penthesilea i Hipólita, obra d'Emil Wolff a l'Hermitage a Paris.
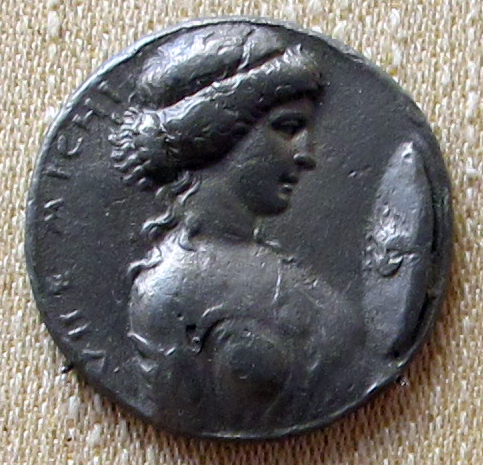
Placa petita de l'antiga, Hipolita, S.XVI
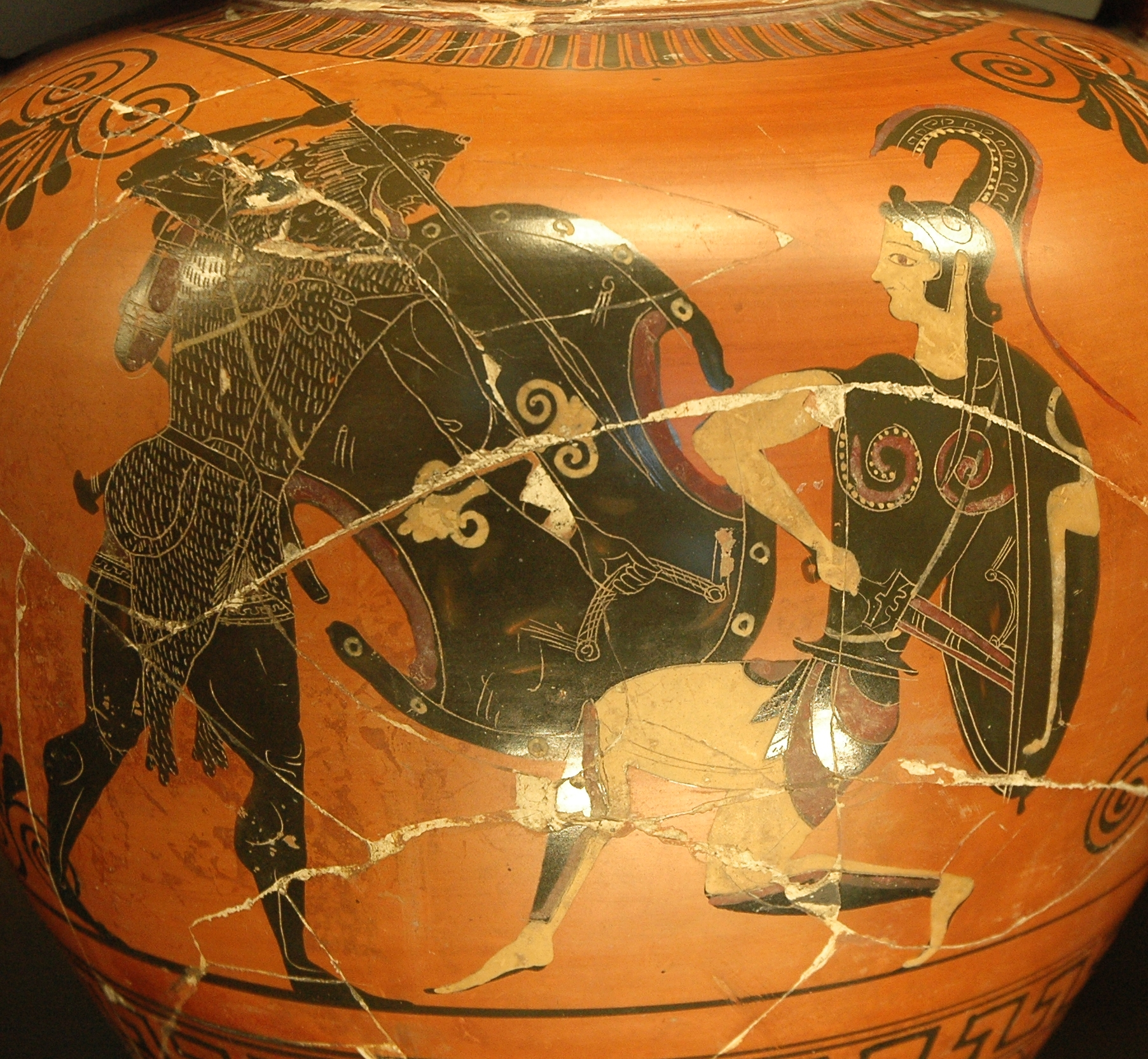
Hèracles lluitant contra les Amazones, detall d'una àmfora de càmera negra àtica, 530 aC al 520 aC, Museu del Louvre, París.